# フライデーTVラボ
『フライデーTVラボ』（フライデーテレビラボ、Friday TV Labo）は、2008年4月4日から9月26日まで、日本テレビで放送していたバラエティ番組枠の名称。

## 概要
カラーの違う15分番組が2本内包されている放送枠という、近年の民放テレビ局の番組編成としては珍しい構成である。番組は2本ともハイビジョン制作である。
オープニングは宇多田ヒカルの「Kiss & Cry」のイントロと共に、ブルーバックに白色で描かれた番組のロゴが奥から手前に迫ってくる。
最大の繰り下げスタートは、2008年8月29日の26:00 - 26:30までの放送だった。（「金曜ロードショー・舞妓Haaaan!!!」の20分繰り下げ、「24時間テレビ 嵐の直前カウントダウン・最終日」の15分繰り下げ、「月刊サッカーアース」の60分繰り下げたため。）

## 放送された番組
- HAPPY!（24:25 - 24:40）
- 恋愛新党（24:40 - 24:55）

## ネット局と放送時間
放送時間は、「金曜ロードショー」の時間拡大があった場合、繰り下げスタート（繰り下げ時間不定）となる。また、月1回「月刊サッカーアース」が放送される週（原則として毎月第4金曜日）は、さらに60分繰り下げられる。
| 放送対象地域   | 放送局                  | 系列           | 放送日時                 | 備考       |
| -------------- | ----------------------- | -------------- | ------------------------ | ---------- |
| 関東広域圏     | 日本テレビ（NTV）       | 日本テレビ系列 | 金曜 24時25分 - 24時55分 | 制作局     |
| 北海道         | 札幌テレビ（STV）       | 日本テレビ系列 | 金曜 24時25分 - 24時55分 | 同時ネット |
| 青森県         | 青森放送（RAB）         | 日本テレビ系列 | 金曜 24時25分 - 24時55分 | 同時ネット |
| 岩手県         | テレビ岩手（TVI）       | 日本テレビ系列 | 金曜 24時25分 - 24時55分 | 同時ネット |
| 山形県         | 山形放送（YBC）         | 日本テレビ系列 | 金曜 24時25分 - 24時55分 | 同時ネット |
| 福島県         | 福島中央テレビ（FCT）   | 日本テレビ系列 | 金曜 24時25分 - 24時55分 | 同時ネット |
| 新潟県         | テレビ新潟（TeNY）      | 日本テレビ系列 | 金曜 24時25分 - 24時55分 | 同時ネット |
| 長野県         | テレビ信州（TSB）       | 日本テレビ系列 | 金曜 24時25分 - 24時55分 | 同時ネット |
| 石川県         | テレビ金沢（KTK）       | 日本テレビ系列 | 金曜 24時25分 - 24時55分 | 同時ネット |
| 愛媛県         | 南海放送（RNB）         | 日本テレビ系列 | 金曜 24時25分 - 24時55分 | 同時ネット |
| 長崎県         | 長崎国際テレビ（NIB）   | 日本テレビ系列 | 金曜 24時25分 - 24時55分 | 同時ネット |
| 鹿児島県       | 鹿児島読売テレビ（KYT） | 日本テレビ系列 | 金曜 24時25分 - 24時55分 | 同時ネット |
| 香川県・岡山県 | 西日本放送（RNC）       | 日本テレビ系列 | 金曜 25時25分 - 25時55分 | 7週遅れ    |

## テーマソング
エンディングテーマ
- MEG『HEART』（2008年4月 - 5月）
- PLASTIC LOVE『CRAZY』（6月）
- WISE『Mirror feat.Salyu』（7月）
- 田村ゆかり『バンビーノ・バンビーナ』（8月）
- ナイトメア『邂逅カタルシス』（9月）